# Сой (арбан)
Сой  — арбан в Тандинского кожууне Республики Тыва. Входит в состав Балгазынского сумона. Население 54 человека (2007).

## География
арбан находится в центральной части республики, в Тувинской котловине у р. Сой.
Возле арбана в направлении юго-запад, в Сой впадает река Балгазын-Суг. К северной окраине примыкает лесной массив Балгазынский Бор. 
Уличная сеть
Малый Сой пер., ул. Лесная, ул. Санаторная, ул. Шоссейная
климат
Арбан, как и весь Тандинский кожуун, приравнен к районам Крайнего Севера.

## Население
| 2002 | 2010 |
| ---- | ---- |
| 355  | ↘324 |

Национальный состав — тувинцы 79 %, согласно Всероссийской переписи населения 2002 года.
Географическое положение
Расстояние до:
районного центра Бай-Хаак: 56 км.
столицы республики Кызыл: 97 км.
Ближайшие населённые пункты
Балгазын 4 км, Владимировка 5 км, Кызыл-Арыг (Кызларик) 8 км, Краснояровка 12 км, Ильинка 21 км, Шамбалыг 27 км

## Инфраструктура
ГБУ Противотуберкулезный санаторий Балгазын

## Транспорт
Через Сой проходит региональная автодорога 93Н-36.